# Blanca-hegység
A Blanca-hegység (spanyolul: Cordillera Blanca) egy hegység, az Andok hegyláncának egyik vonulata Dél-Amerikában, Peru területén.
Közigazgatási szempontból Peru Ancash megyéjének területén helyezkedik el.
A Blanca-hegység a Nyugati-Kordillerák leghatalmasabb hegylánca. A hegyvonulat hossza mintegy 170 kilométer, területén több mint húsz hegycsúcs emelkedik 6000 méternél magasabbra. Legmagasabb pontja a Huascarán csúcsa, melynek magassága 6768 méter.
A hegyvonulat nevét igen kiterjedt jégmezőiről kapta; gleccserei 4500 méterig ereszkednek le. Spanyol nevének jelentése: fehér hegylánc.
Igen jelentős a réz, az ezüst, valamint az ólom bányászata a hegység területén.